# Саксофон-тенор
Тенор-саксофон — саксофон тенорового регистра, среднего между регистрами альт-саксофона и баритон-саксофона. Является вторым по популярности саксофоном после альта. Широко используется в джазе, духовых, военных оркестрах и в эстраде. 
Звучит на октаву ниже саксофона-сопрано. Записывается как транспонирующий инструмент в скрипичном ключе, строй — си-бемоль.
Тенор-саксофон использует немного бо́льший мундштук, язычок и лигатуру, чем альт-саксофон, и его легко отличить от альта по изгибу эски перед мундштуком.